# Eduardo Vélez
Pour les articles homonymes, voir Vélez.
Eduardo Vélez, né le 20 avril 1969 à Monterrey, est un ancien joueur mexicain de tennis.

## Palmarès
En 1984 il remporte le titre junior national du Mexique.
En 1985 il atteint la finale du tournoi junior de Wimbledon qu'il perd contre son compatriote Leonardo Lavalle.
En 1986 il remporte le titre junior du tournoi de Wimbledon mais échoue en qualifications dans le tournoi senior. Toujours en 1986, il perd en demi-finale du tournoi junior de l'US Open contre l'Argentin Franco Davin. Il joue son premier tournoi du circuit principal de l'ATP à Boston où il bat Brad Drewett no 140 mondial puis s'incline contre Ronald Agenor no 56. Il joue le tournoi de Washington où il échoue dès le premier tour cette fois, contre Barry Moir no 92.
En 1987 il joue encore dans un tournoi ATP à Bristol et remporte le premier tour contre John Sadri no 115 mondial puis s'arrête face à Michiel Schapers no 74.
En 1988 il remporte le tournoi Challenger d'Acapulco. Il affronte Andre Agassi no 4 mondial dans le Tournoi de Livingston (défaite 4-6, 4-6), c'est la seule fois qu'il rencontre un joueur du top 10.
En 1989 il souffre du genou gauche et du dos, il ne joue que deux tournois en février cette saison. Ses blessures précipitent la fin de sa carrière.
En 1990 il échoue en qualifications dans le tournoi junior du tournoi de Wimbledon. Il parvient à passer les qualifications d'un tournoi Masters 1000 de Toronto. Il réussit à battre au premier tour Dan Goldie no 89 mondial, le joueur le mieux classé qu'il ait réussi à battre, puis se fait éliminer ensuite par David Wheaton no 35. À la suite de ce bon résultat il gagne 100 places au classement ATP pour passer de le 394e à la 294e place.
En 1991 il met fin à sa carrière à 22 ans puis rejoue un dernier tournoi chez lui à Monterrey en 1995.